# Кровь и почва

Символ «Blut und Boden» корпоративной организации сельскохозяйственной экономики и сельскохозяйственной политики «Reichsnährstand» в нацистской Германии

«Кровь и почва» (нем. Blut und Boden) — неоромантическая концепция о народе (нем. Volk) как единстве крови (происхождения по крови, расы) и «почвы» (родной земли). Предложена Иоганном Гердером.
Взаимосвязь национального происхождения («крови») и родной земли, дающей нации пропитание («почвы») рассматривалась как стержень национал-социалистической расовой политики и культурно-политического воспитания.
Лозунг использовался нацистами для обозначения своих ценностей: «расово чистая» нация («кровь») на своей земле («почва»).

## История идеи
На основании теории «крови и почвы» носителями и образцом народных традиций, наиболее сохранивших связь с родной землёй, являлось немецкое крестьянство. Кроме этого, понятие «почвы» означало не только сохранение своих земель, но и завоевание новых для «немецкой крови и немецкого плуга», то есть расширение жизненного пространства (в частности — Натиск на Восток). Идеология «крови и почвы» в Германии возникла из распространившихся в конце XIX столетия расистских и националистических учений. Её критики указывали на то, что данная идеология служит для оправдания преступной политики наций, желающих обеспечить своё процветание путём развязывания войн и уничтожения других, «менее достойных» народов. Оправданием же должны были служить расистски обоснованные ссылки на особую ценность и чистоту крови народа-агрессора.

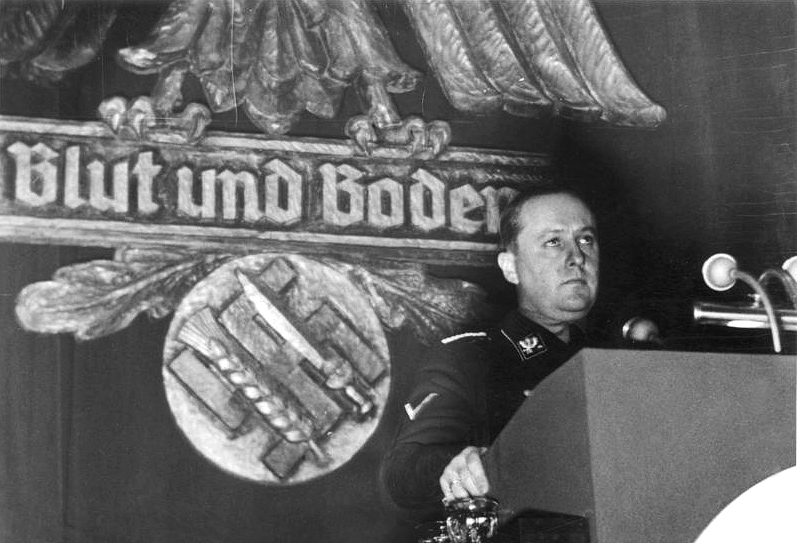
Выступление Р. Дарре на совещании по Имперской продовольственной политике в Госларе 13 декабря 1937 года

Впервые появление понятия «крови и почвы» отмечено в вышедшей в 1922 году философской работе О. Шпенглера «Закат Европы», в которой говорится о «борьбе между кровью и почвой за внутреннее сложение (форму) взращенного (на этой почве) вида животных или человека». Затем оно используется А. Виннигом в своих книгах «Освобождение» (1926) и «Рейх как республика» (1928), которые начинались с тезы: Кровь и почва — это судьба народов. Лишь в 1930-м году теория «крови и почвы» сформировалась в определённую национал-социалистскую доктрину — в сочинении Рихарда Дарре «Новая аристократия из крови и почвы». В этой работе раскрывались связи между расовыми, хозяйственными и аграрно-политическими основами в идеологии национал-социалистов.
Во исполнение требований теории «крови и почвы» после прихода в Германии к власти НСДАП, в сентябре 1933 года принимается «Имперский закон наследования», где особо было выделено выдающееся положение в обществе немецкого крестьянства и его защита. В частности, этим законом утверждалось, что «Имперское правительство будет защищать наследные традиции и обычаи крестьянства, дабы сохранить природный источник крови немецкого народа. Крестьянские хозяйства должны быть защищены от непосильных долгов и разделов при их наследовании… Крестьянином может быть только немецкий гражданин, с немецкой или близкородственной кровью…»
Кроме этого идеология «крови и почвы» содержала также элементы ламаркизма, утверждая, что этнические особенности народов тесно связаны с географической средой, в которой эти народы формируются и проживают — увязывая таким образом ещё более понятия «крови» и «почвы» между собой. Только на родной земле могут наиболее полновесно раскрыться таланты и возможности порождённой ею «крови».
Тезисы идеологии «крови и почвы» пытался оспаривать философ М. Хайдеггер в своих Фрейбургских лекциях 1933 года, указывая, что: «Кровь и почва хоть и являются мощным и необходимым, однако недостаточным условием для существования какого-либо народа».
В январе 1934 года в Берлине было основано издательство Blut und Boden Verlag GmbH. В 1935 году оно было переведено в Гослар, позднее вернулось вновь в Берлин. Здесь печаталась литература, призванная внедрять в массы национал-социалистскую идеологию «крови и почвы». В 1945 году издание такой литературы было прекращено, само издательство было закрыто в 1958 году.
К идее о народе как единстве крови и почвы восходит примордиализм, распространённый в российской и советской антропологии, представителями которого были С. М. Широкогоров, Ю. В. Бромлей, Л. Н. Гумилёв, создавший пассионарную теорию этногенеза.
Лозунг «кровь и почва» скандировался сторонниками превосходства «белой расы» во время марша «Объединённых правых» в 2017 году в Шарлоттсвилле, штат Вирджиния.